# Crocozona arcuata
Crocozona arcuata är en fjärilsart som beskrevs av Frederick DuCane Godman 1903. Crocozona arcuata ingår i släktet Crocozona och familjen Riodinidae. Inga underarter finns listade i Catalogue of Life.